# Apicia orsima
Apicia orsima är en fjärilsart som beskrevs av Druce 1893. Apicia orsima ingår i släktet Apicia och familjen mätare. Inga underarter finns listade i Catalogue of Life.